# Alibi meurtrier
Pour plus de détails, voir Fiche technique et Distribution.
Alibi meurtrier (titre original : Naked Alibi) est un film américain réalisé par Jerry Hopper, sorti en 1954, avec Sterling Hayden, Gene Barry et Gloria Grahame dans les rôles principaux.

## Synopsis
Le boulanger Al Willis (Gene Barry) est arrêté sur la voie publique en état d'ivresse. Il se montre violent avec les policiers qui répliquent. Légèrement blessé, il est relâché dès le lendemain. Dans les jours qui suivent, plusieurs policiers dont un adjoint du commissaire Joe Conroy (Sterling Hayden) sont assassinés. Conroy soupçonne Willis de s'être vengé et s'acharne sur lui, jusqu'à en devenir brutal. Pris sur le fait par la presse, il est révoqué pour violences policières par sa direction. Il décide malgré tout de poursuivre son enquête et suit son suspect qui a quitté la ville pour retrouver sa maîtresse Marianna (Gloria Grahame) au Mexique.

## Fiche technique
- Titre français : Alibi meurtrier
- Titre original : Naked Alibi
- Réalisation : Jerry Hopper
- Scénario : Lawrence Roman d'après l'histoire Cry Copper de Gladys Atwater et J. Robert Bren (en)
- Photographie : Russell Metty
- Montage : Al Clark
- Musique : Hans J. Salter (non-crédité) et Frank Skinner (non-crédité)
- Direction artistique : Alexander Golitzen et Emrich Nicholson (en)
- Décors : Russell A. Gausman, Ray Jeffers
- Production : Ross Hunter
- Société de production : Universal International Pictures
- Pays d'origine :  États-Unis
- Langue originale : anglais
- Format : Noir et blanc - 35 mm — 1,85:1 - Mono (Western Electric Recording)
- Genre : Thriller, film noir
- Durée : 86 minutes
- Date de sortie :
  - États-Unis : 1er octobre 1954 
  - France : 5 novembre 1954

## Distribution
- Sterling Hayden : commissaire Joe Conroy
- Gloria Grahame : Marianna
- Gene Barry : Al Willis
- Marcia Henderson (en) : Helen Willis
- Casey Adams : lieutenant Parks
- Billy Chapin : Petey
- Chuck Connors : capitaine Owen Kincaide
- Don Haggerty : Matt Matthews
- Stuart Randall (en) : chef A. S. Babcock
- Don Garrett : Tony
- Richard Beach : Felix
- Tol Avery : Irish
- Paul Levitt : Gerald Frazier
- John Daheim : détective sergent Jenkins (crédité sous le nom de John Day)
- Fay Roope : commissionnaire F.J. O'Day
- Joseph Mell : Otto Stoltz
- John Alvin : Stu
- Dick Crockett (en)
- Eddie Parker (en)
- Herbert Ellis (en)
- Michael Fox
- Saul Gorss
- Kathleen O'Malley : Jean Jenkins
- Frank Marlowe (en)
- Paul Newlan (en)
- Barbara Marshall (en)
- Brett Halsey
- Byron Keith
- Lewis Wilson
- Frank Wilcox

## À noter
- Ce film a notamment été tourné en Californie et à Tijuana au Mexique.
- La chanteuse américaine Jo Ann Greer (en) double Gloria Grahame lors des scènes de chant.